# Colin von Ettingshausen
Colin von Ettingshausen (n. 11 august 1971, Düsseldorf, Germania) este un canotor ce a reprezentat Germania, medaliat olimpic. A participat la 2 ediții ale Jocurilor Olimpice (1992, 1996) în care a câștigat o medalie de argint.